# Drakulić
Drakulić (szerbül: Дракулић), falu Banja Luka községben, Bosznia-Hercegovinában, Bosanska krajina területén, a Szerb Köztársaságban. 

## Fekvése
Bosznia-Hercegovina északi részén, Banja Luka központjától légvonalban és közúton 5 km-re északnyugatra, a Glavica-hegy lejtőin, valamint a Rudnička és Široka folyók völgyében, 160-280 méteres magasságban fekszik. Gornji és Donji Drakulićra oszlik. A település területén található a Kamberovo-forrás. A helyiek többnyire Banja Lukában dolgoznak, vagy mezőgazdasággal foglalkoznak. 

## Népessége
| Nemzetiségi csoport | Népesség 1991 | Népesség 2013 |
| ------------------- | ------------- | ------------- |
| Szerb               | 262           | 1268          |
| Bosnyák             | 4             | 0             |
| Horvát              | 36            | 12            |
| Jugoszláv           | 15            | 1             |
| Egyéb               | 2             | 1             |
| Összesen            | 319           | 1282          |

## Története
Augustin Miletić boszniai apostoli helynök 1818-as feljegyzése szerint Drakulić katolikus falu volt, amelyet az 1732-es pestisjárvány után Kotor Varoš és Javorani (a mai Kneževo község) ortodox lakossága népesített be. A település 1878-ig tartozott az Oszmán Birodalomhoz, ekkor a berlini kongresszus határozata alapján az Osztrák-Magyar Monarchia része lett. 1879-ben az első osztrák-magyar népszámlálás során a Banja Luka-i járáshoz tartozó településnek 25 háztartása, 8 római katolikus és 210 ortodox lakosa volt. 1910-ben a Banja Luka-i járáshoz tartozó településen 347 háztartást, 56 római katolikus és 289 ortodox lakost találtak. A monarchia szétesésével 1918-ban előbb a Szerb-Horvát-Szlovén Királyság, majd 1929-től a Jugoszláv Királyság része. 1921-ben a községnek összesen 53 háztartása és 384 (közülük 318 ortodox és 59 katolikus) lakosa volt. Jugoszlávia megszállása után a Független Horvát Állam (NDH) része lett. 
1942. február 7-én az usztasák Drakulić, Motike, Šargovac településekről és a rakovaci bányából összesen 2315 szerb civilt gyilkoltak meg (ebből 551 fő 14 év alatti gyermek volt). A szerb lakosság lemészárlását Viktor Gutić usztasa parancsnok szervezte meg, Josip Mišlov százados és a „sátán atyának” is nevezett Miroslav Filipović közreműködésével. A horvátokat a kifosztott házakba telepítették. Az 1948-as népszámlálás szerint Drakulićban 2161 lakos élt, akik közül 1788 horvát és 334 szerb volt.
A boszniai háborúban 14 helybeli VRS-katona vesztette életét. A daytoni békeszerződést követő területfelosztásnál Banja Luka község részeként a Szerb Köztársaság területéhez került. Az egykori, döntően horvát lakosságú falut ma már döntően szerb lakosság lakja, akik túlnyomórészt Bihács, Glamoč, Bosanski Grahovo és Kupres környékéről származnak, és a háború végén menekültek el ezekről a területekről. 1971-ben Drakulić egy részét Banja Luka város területéhez csatolták.
Drakulićnak van egy temploma, két kápolnája és két temetője. Az 1960-as években kapott áramot, a hetvenes évek végén pedig telefonkapcsolatot. 2000 körül kapcsolták be a város vízellátásába. Az utakat az 1992-1995-ös háború után aszfaltozták. 2016-ban Drakulićban szálloda, benzinkút és több kisebb vendéglátó- és bevásárló központ működött.

## Oktatás
A négyosztályos általános iskola 1950-ben nyílt meg, 1960-ban új iskolaépületet kapott. 2016-tól ötosztályos iskolaként a Banja Luka-i „Aleksa Šantić” Általános Iskola keretében működik.

## Nevezetességei
- Donji Drakulicban található a „Szent György Nagymártír Emléktemplom”, amelyet az 1942. február 7-i usztasai mészárlás szerb áldozatainak szenteltek.[9] A templom építését 1988-ban kezdték el, majd 1989-ben szentelték fel.[10]

- Ezen a településen található az 1942. február 7-i usztasa terror áldozatainak emlékműve, amelyet 1965-ben építettek és 1991-ben restauráltak, azóta minden február 7-én megemlékezést tartanak itt.[8]

## Fordítás
- Ez a szócikk részben vagy egészben  a(z)    Дракулић (Бања Лука) című szerb Wikipédia-szócikk ezen változatának fordításán alapul.  Az eredeti cikk szerkesztőit annak laptörténete sorolja fel. Ez a jelzés csupán a megfogalmazás eredetét és a szerzői jogokat jelzi, nem szolgál a cikkben szereplő információk forrásmegjelöléseként.